# Pina Bausch
Philippine Bausch detta Pina (Solingen, 27 luglio 1940 – Wuppertal, 30 giugno 2009) è stata una coreografa, ballerina e insegnante tedesca.

## Biografia
Tra le più importanti e note coreografe mondiali, la Bausch ha diretto dal 1973 il Tanztheater Wuppertal Pina Bausch, con sede a Wuppertal, in Germania. Il suo nome è legato al termine Tanztheater (teatrodanza), adottato negli anni '70 da alcuni coreografi tedeschi - tra cui la stessa Bausch - per indicare un preciso progetto artistico che intende differenziarsi dal balletto e dalla danza moderna, che include elementi recitativi, come l'uso del gesto teatrale e della parola, con precise finalità drammaturgiche.
Inizia la carriera artistica da adolescente, esibendosi in piccoli ruoli di attrice nel teatro di Solingen, la città natale. In seguito si trasferisce a New York, grazie ad una borsa di studio. Perfeziona la sua tecnica alla Juilliard School. Successivamente viene scritturata, come ballerina, dal New American Ballet e dal Metropolitan Opera House. Nel 1962, dopo il rientro in Germania, che la vede impegnata ancora come danzatrice, Pina Bausch inizia nel 1968 a comporre le prime coreografie per il corpo di ballo della sua prima scuola, la Folkwang Hochschule di Essen fondata da Kurt Jooss, che dirigerà dall'anno successivo.
Nel 1973 fonda il Tanztheater Wuppertal Pina Bausch, cambiando nome al già esistente corpo di ballo di Wuppertal. I suoi spettacoli riscuotono fin da principio un indiscusso successo, accumulando riconoscimenti in tutto il mondo. I primi lavori sono ispirati a capolavori artistici, letterari e teatrali, come ad esempio Le sacre du printemps del 1975. Con Café Müller (1978), uno dei suoi spettacoli più celebri, composto sulle musiche di Henry Purcell, si assiste ad una svolta decisiva nello stile e nei contenuti. Mentre le prime opere sono animate da una dura critica alla società consumistica e ai suoi valori, le opere più mature approfondiscono sia il contrasto uomo-società, sia la visione intima della coreografa e dei suoi danzatori, che sono chiamati direttamente ad esprimere le proprie personali interpretazioni dei sentimenti.
Muore di cancro ai polmoni il 30 giugno 2009 all'età di 68 anni.

## Il Tanztheater di Pina Bausch
La novità del suo lavoro non consiste tanto nell'invenzione di nuove forme e nuovi gesti, da riprodurre uguali a se stessi, quanto nell'interpretazione personale della forma che si vuole rappresentare, entrambe sostenute dal concetto basilare del rapporto (che è della danza così come di ogni forma di vera arte) tra fragilità e forza. I danzatori sono chiamati alla creazione delle pièces (che Bausch denomina stück) attraverso l'improvvisazione generata dalle domande che la coreografa pone loro. Per questo motivo gli interpreti della compagnia della Bausch vengono spesso denominati con il neologismo di danzattori. Infatti essi non ricoprono solamente il ruolo di danzatori, ma anche quello di attori e di autori dell'opera.
Un altro elemento di novità è costituito dall'interazione tra i danzatori e la molteplicità di materiali scenici di derivazione strettamente teatrale - come le sedie del Café Müller- che la Bausch inserisce nelle sue composizioni. Da citare anche il legame interpersonale che seppe sempre intrecciare coi suoi allievi, basato su un rapporto di reciproco rispetto e di affetto mai gridato ma profondissimo. Lo si evince anche dall'intenso film-documentario Pina dedicatole da Wim Wenders nel 2011 e presentato al 61º Festival di Berlino.

## Coreografie dal 1973
- 1973: Fritz: Iphigenie auf Tauris
- 1974: Zwei Krawatte: Ich bring dich um die Ecke e Adagio e Cinque Lieder di Gustav Mahler
- 1975: Orpheus und Eurydike: Frühlingsopfer
- 1976: Die sieben Todsünden
- 1977: Blaubart (sulla musica dell'opera di Bela Bartók Il castello del principe Barbablù); Renate wandert aus; Komm tanz mit mir
- 1978: Er nimmt sie an der Hand und führt sie in sein Schloss, die anderen folgen - Café Müller e Kontakthof
- 1979: Arien: Keuschheitslegende
- 1980: 1980 – Ein Stück von Pina Bausch e Bandoneon
- 1982: Walzer - Nelken
- 1984: Auf dem Gebirge hat man ein Geschrei gehört
- 1985: Two Cigarettes in the Dark
- 1986: Viktor
- 1987: Ahnen
- 1989: Palermo Palermo
- 1991: Tanzabend II
- 1993: Das Stück mit dem Schiff
- 1994: Ein Trauerspiel
- 1995: Danzón
- 1996: Nur Du
- 1997: Der Fensterputzer
- 1998: Masurca Fogo
- 1999: O Dido
- 2000: Wiesenland: Kontakthof (con attori oltre i 65 anni)
- 2001: Água
- 2002: Für die Kinder von gestern, heute und morgen
- 2003: Nefés
- 2004: Ten Chi
- 2005: Rough Cut
- 2006: Vollmond
- 2007: Bamboo Blues
- 2008: Sweet Mambo: Kontakthof (con teenager oltre i 14 anni)
- 2009: … como el musguito en la piedra, ay si, si, si …

## Riconoscimenti
La Biennale Teatro di Venezia, diretta da Franco Quadri, nel 1985 alla Fenice dedica una retrospettiva agli spettacoli di Pina Bausch e del suo Tanztheater. Tra i numerosi premi vinti dalla Bausch per la sua attività con il corpo di ballo del Tanztheater Wuppertal Pina Bausch sono da ricordare: il Premio Ubu nel 1983 per il miglior spettacolo straniero; un secondo Premio Ubu assegnato nel 1990 e un terzo nel 1997. Nel 1999 le viene attribuito il Premio Europa per il teatro e la laurea honoris causa in arti performative dall'Università di Bologna. Nel 2003, a Parigi, viene nominata Cavaliere dell'ordine nazionale della Legion d'onore, mentre nel 2006, a Londra, le viene conferito il Laurence Olivier Award e viene nominata direttrice onoraria dell'Accademia Nazionale di Danza di Roma.

## Premio Europa per il Teatro
Il 9 maggio 1999 viene insignita del VII Premio Europa per il teatro, al Palazzo dei congressi di Taormina, con la seguente motivazione:
Da quando, un quarto di secolo fa, assunse la guida del Tanztheater di Wuppertal, Pina Bausch partita dal balletto classico, già da lei stessa praticato come solista, ha letteralmente inventato un genere, una combinazione di prosa, ballo, musica, arti visive, dove partitura e improvvisazione convivono, assai vicina al sogno di un teatro totale che mette a confronto le individualità di uno straordinario ensemble con un preciso concetto di spazio e di tempo. Ed ecco smontaggi di Stravinskij o di Bartok, ricostruzioni di Shakespeare o Brecht, quindi spettacoli a tema – una ricorrenza, un ballo, un addio, una città – pensati come giochi infantili o di società e orchestrati come numeri di rivista per frugare nel quotidiano di questi ballerini che fingono di avere smesso di danzare, sottoposti a pubblici interrogatori mondani e lasciati al flusso delle libere associazioni, citando, citando, ma senza escludere striptease psicanalitici.

Da grande maestra, in questi lavori collettivi la Bausch, che non dimentica d’essere stata la principessa cieca di un film visionario di Fellini, impone ai suoi attori un ruolo e un tipo di cerimoniale, dove autobiografie eterogenee per il loro cosmopolitismo si coniugano con le geometrie precise dei movimenti ritmici. Per quanto si rinnovino i motivi, tra animali e fiori, ogni show si prolunga nel successivo per divenire una parte dell’unico grande spettacolo ideale di Pina, ovvero il rito di uno spettacolo, la storia della comunità stessa che ne è interprete con la sua felicità di travestirsi e la solitudine della convivenza. Ma dietro allo splendore spesso struggente dei quadri visivi, la seduttività dell’avanzare felino e ineluttabile della troupe in fila indiana, la trama dei movimenti scanditi e sapientemente dissintoni, con questa autorappresentazione lunga quanto una vita la grande artista offre a ciascuno spettatore uno specchio ironico e disperato in cui riflettere la sua condizione esistenziale.

## Filmografia

### Attrice
- Die Generalprobe, regia di Werner Schroeter (1980)
- E la nave va, regia di Federico Fellini (1983)
- Parla con lei (Hable con ella), regia di Pedro Almodóvar (2002)
- Dancing dreams. Sui passi di Pina Bausch, regia di Anne Linsel (2010)
- Pina, regia di Wim Wenders (distribuito nel 2011)

### Regista e sceneggiatrice
- Die Klage der Kaiserin (1990)